# 保健省 (イギリス)
保健省（ほけんしょう、英語: Department of Health and Social Care, DHSC）は、イギリスの行政機関の一つで、保健および社会保障政策を担当するほか、イングランドにおける国民保健サービス (NHS) を所掌業務とする。配下の庁には医薬品・医療製品規制庁などがある。

## 閣僚
以下の閣僚が就任している（2020年3月時点）。
| 閣僚 | 閣僚                 | 地位                                                       | 責務                               |
| ---- | -------------------- | ---------------------------------------------------------- | ---------------------------------- |
|      | マット・ハンコック   | 保健大臣 （Secretary of State for Health and Social Care） | 全体の責務                         |
|      | エドワード・アーガー | Minister of State                                          | 保健                               |
|      | ヘレン・ウェイトリー | Minister of State                                          | ケア                               |
|      | ジョー・チャーチル   | Parliamentary Under Secretary of State                     | 予防、公衆衛生、プライマリ・ケア   |
|      | ナディーン・ドリーズ | Parliamentary Under Secretary of State                     | 患者安全、自殺予防、メンタルヘルス |

| Key |                    | イギリス保守党 |
| Key | イギリス自由民主党 |                |

## 配下の機関
執行機関（Executive agencies）
- 医薬品・医療製品規制庁（MHRA）
- イングランド公衆衛生庁（PHE）

執行型政府外公共機関
- ケア・クオリティ委員会（英語版）
- 保健・社会医療情報センター（英語版）
- イングランド保健教育機関（英語版）
- 医療研究機構（英語版）
- ヒト受精・発生学委員会（英語版）
- 人体組織管理機構（英語版）
- モニター（英語版）
- 国立医療技術評価機構(NICE)
- NHSイングランド（英語版）
- NHS献血・臓器移植機構（英語版）
- NHSビジネスサービス局（英語版）
- NHS訴訟局（英語版）
- NHSトラスト開発機構（英語版）